# Muzej putovanja u Zagrebu
Muzej putovanja privatni je muzej o fenomenu putovanja, smješten u Zagrebu na adresi Ilica 1. Muzej se koristi multimedijskom tehnologijom za prikaz evolucije ljudskih kretanja od prapovijesti do suvremenosti.
Postav muzeja organiziran je motivacijski, a ne kronološki, fokusirajući se na različite razloge ljudskih putovanja kroz povijest. Pristup kombinira edukativne sa zabavnim sadržajima.[nedostaje izvor]

## Prezentacija
Muzejska prezentacija počinje s najranijim primjerom putnika – ledenim čovjekom imena Ötzi iz kasnih 3000-ih godina prije nove ere, uspoređujući njegovu opremu i motivacije s današnjim „backpackerima”. Nastavlja se kroz:
- prapovijesne migracije iz Afrike praćene haplogrupama
- trgovačke puteve rimskog doba
- hodočasničke rute u srednjovjekovlju
- velike migracije preko oceana
- suvremene oblike turizma i globalnog putovanja

Poseban segment posvećen je Hrvatskoj kao turističkoj destinaciji, predstavljajući:
- prirodne krajolike
- zaštićenu baštinu UNESCO-a
- gastronomske posebnosti regija
- sportske uspjehe kao dio nacionalnog identiteta
- interaktivnu kartu za virtualno istraživanje
- senzorne doživljaje mirisa i zvukova različitih regija.

## Oprema
Tehnologije koje muzej u svome radu koristi jesu:
- virtualna stvarnost (VR)
- proširena stvarnost (AR)
- projekcije svjetskih atrakcija i krajobraza u 360°
- LED ambijenti za atmosferske efekte
- interaktivne elemente
- senzorne kutije s mirisima i zvukovima.